# لوح جسيمات

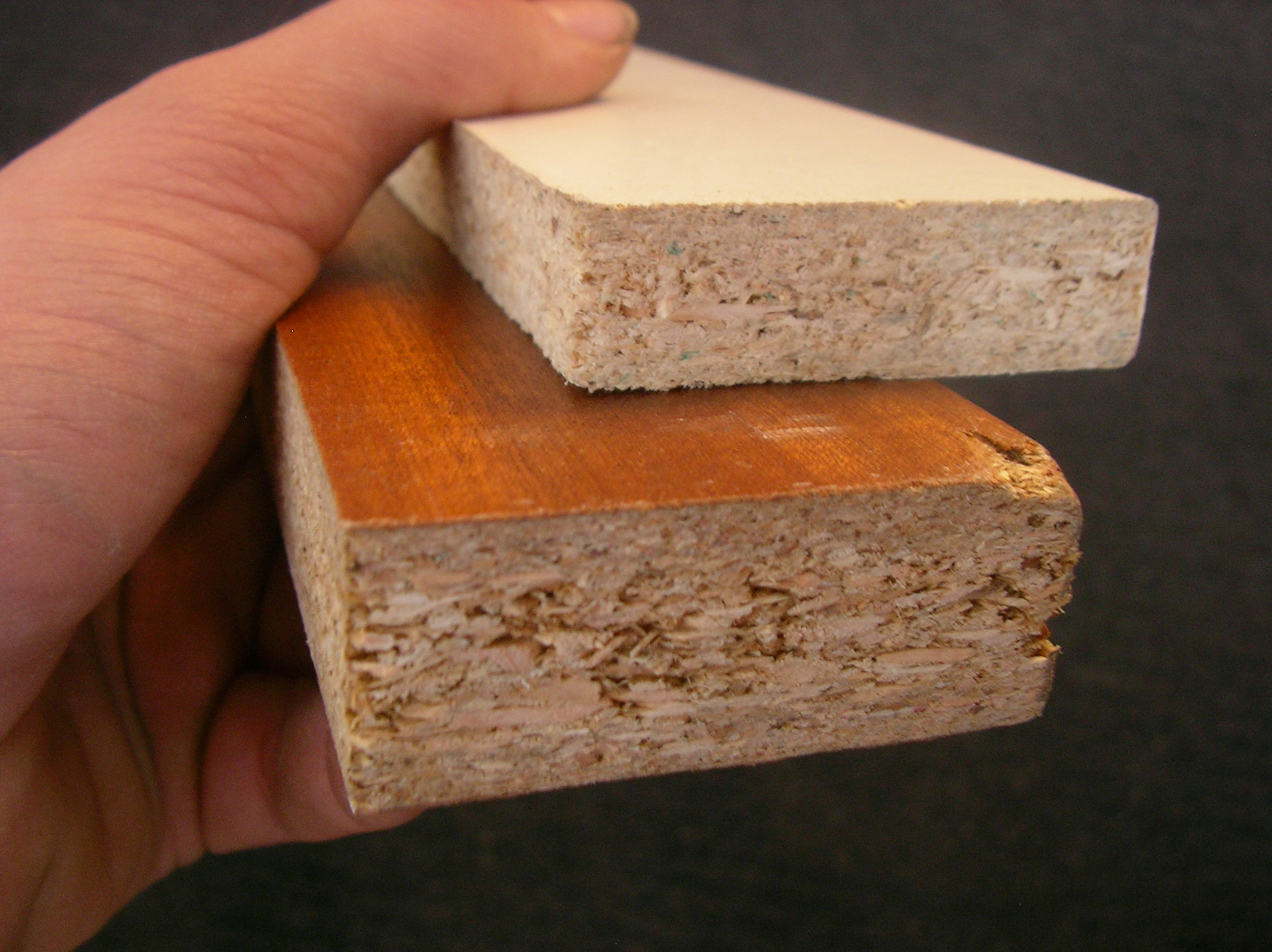
لوح خشب مضغوط مع قشرة

لوح الجسيمات (بالإنجليزية: Particle board)، – والمعروف أيضًا باللوح الحبيبي، والألواح الليفية منخفضة الكثافة (LDF) – هو منتج خشبي مصمم من رقائق الخشب والراتنج الصناعي أو مادة رابطة أخرى مناسبة، يتم ضغطه وبثقه. غالبًا ما يتم الخلط بين لوح الجسيمات واللوح المجدول الموجه (المعروف أيضًا باسم اللوح الواقي أو لوح الويفر)، وهو نوع مختلف من اللوح الليفي يستخدم رقائق الخشب ويوفر المزيد من القوة.

## مميزات

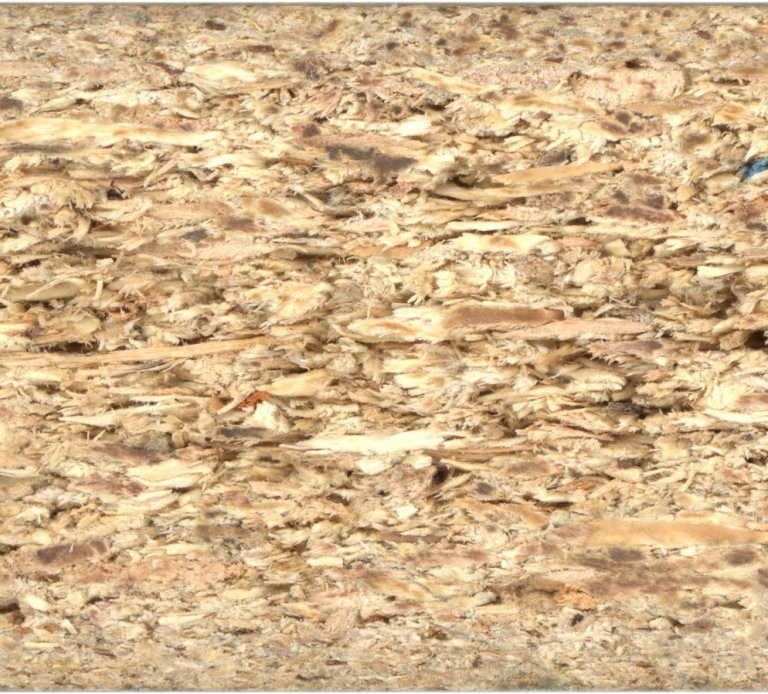
المقطع العرضي للوحة الجسيمات

لوح الجسيمات أرخص وأكثر كثافة وموحدة من الخشب التقليدي والخشب الرقائقي ويتم استبداله عندما تكون التكلفة أكثر أهمية من القوة والمظهر. يمكن جعل اللوح الحبيبي أكثر جاذبية من خلال الطلاء أو استخدام قشرة الخشب على الأسطح المرئية. وبالرغم من أنها أكثر كثافة من الخشب التقليدي، إلا أنها أخف وأضعف نوع من الألواح الليفية، باستثناء الألواح العازلة. إن الألواح الليفية والألواح الصلبة ذات الكثافة المتوسطة، والتي تسمى أيضًا باللوح الليفي عالي الكثافة، أقوى وأكثر كثافة من الألواح الحبيبية. درجات مختلفة من الألواح الحبيبية لها كثافات مختلفة، وكل ما ازدادت الكثافة تدل على قوة أكبر ومقاومة أكبر لفشل مثبتات المسمار.
من العيوب الكبيرة للوح الحبيبي هو قابليته للتوسع وتغير اللون من امتصاص الرطوبة، خاصة عندما لا يكون مغطى بالطلاء أو مادة مانعة للتسرب أخرى. لذلك، نادرًا ما يتم استخدامه في الهواء الطلق أو في الأماكن التي توجد بها مستويات عالية من الرطوبة، باستثناء الحمامات والمطابخ والمغاسل، حيث يتم استخدامه بشكل شائع كغطاء سفلي محمي تحت ورقة مستمرة مقاومة للرطوبة من أرضيات الفينيل .
في البيئات الجافة، يفضل الحبيبي المكسو بالقشرة على الخشب الرقائقي المكسو بسبب ثباته، وقلة تكلفته، وأكثر راحة.

## التاريخ
نشأ اللوح الحبيبي في ألمانيا. تم إنتاجه لأول مرة في عام 1887، عندما صنع هوبارد ما يسمى «الخشب الاصطناعي» من دقيق الخشب ومادة لاصقة تعتمد على الألبومين، والتي تم دمجها تحت درجة حرارة وضغط عاليين.

## تصنيع
يتم تصنيع لوح الجسيمات بخلط جزيئات أو رقائق الخشب مع راتينج وتشكيل الخليط في لوح. يتم تغذية المواد الخام إلى جهاز تقطيع القرص مع ما بين أربعة وستة عشر شفرة مرتبة شعاعيًا. الرقائق من أقراص تقطيع الأقراص أكثر انتظاما في الشكل والحجم من الأنواع الأخرى من ماكينات تقطيع الأخشاب. ثم يتم تجفيف الجسيمات، ويتم فحص أي جزيئات كبيرة الحجم أو صغيرة الحجم.